# Regno di Tahiti
Il Regno di Tahiti fu uno Stato insulare nell'Oceano Pacifico dal 1788/1791 al 1880.
Lo Stato venne a suo tempo fondato dal capo locale Pomare I il quale, con l'aiuto di missionari e commercianti inglesi che gli fornirono armi da sparo europee, unificò le Isole del Vento (Tahiti, Mo'orea, Tetiaroa e Mehetia) ed al suo picco massimo giunse ad includere le Isole Tuamotu e le Isole Australi (Rapa, Rurutu, Rimatara, Tubuai e Raivavae). Il progressivo riconoscimento del regno unificato da parte delle monarchie europee, consentì a Tahiti di rimanere al di fuori della pesante colonizzazione spagnola, sebbene sia gli inglesi che i francesi ne pretesero il controllo. Il regno del resto era solo uno dei tantissimi stati indipendenti della Polinesia, in Oceania, assieme a Raiatea, Huahine, Bora Bora, Hawaii, Samoa, Tonga, Rarotonga e Niue, che però contribuirono a portare un lungo periodo di pace e di fioritura culturale nell'area. Tahiti e le sue dipendenze divennero un protettorato francese nel 1842 e lo rimasero sino a quando il paese non venne definitivamente annesso come colonia dalla Francia nel 1880. La monarchia venne abolita dalla Francia poco dopo pur contro il consenso del popolo che riteneva per certi versi questo atto un'autentica usurpazione di una sovranità nazionale consolidata.

## Storia

### La fondazione del regno

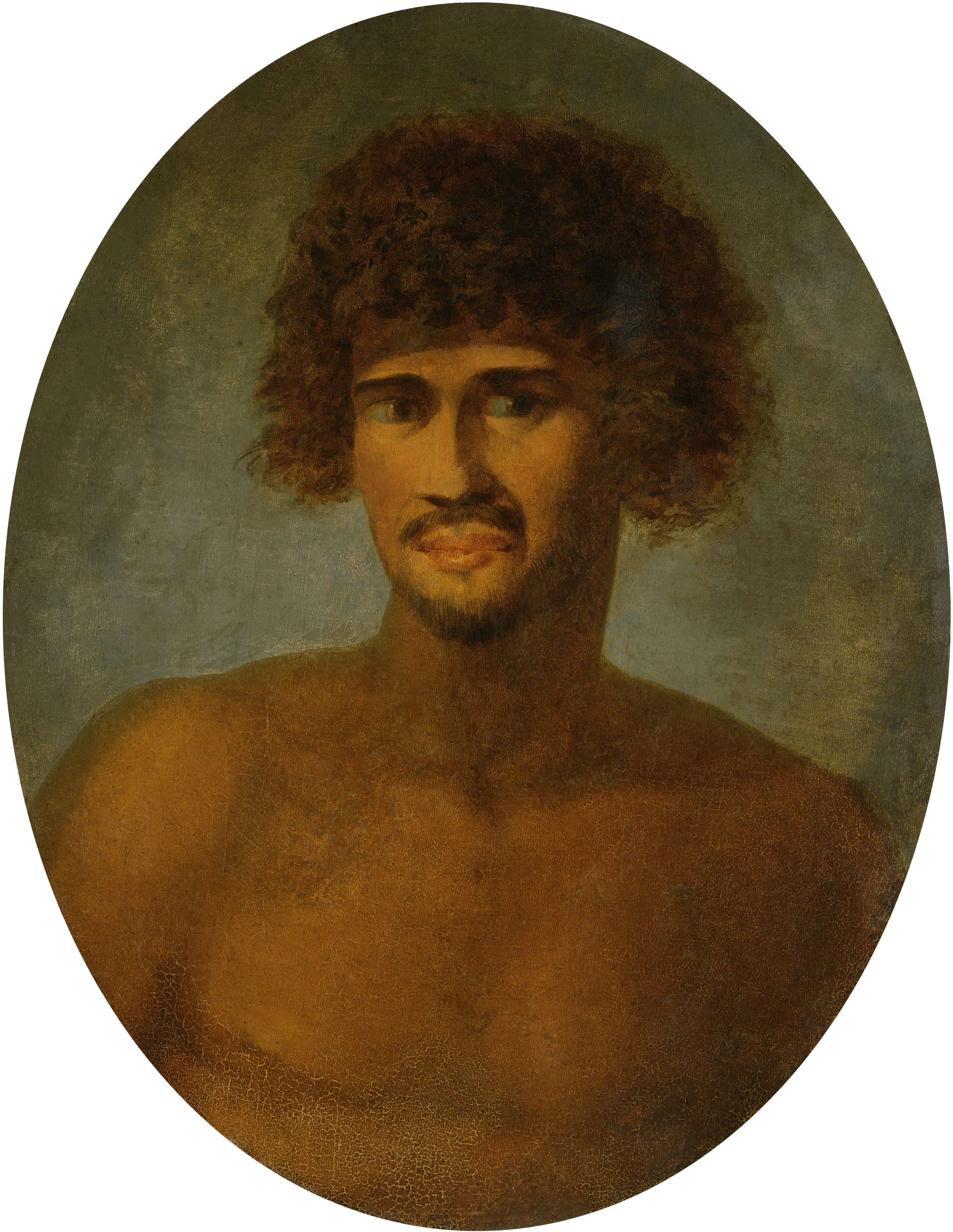
Pomare I, fondatore della dinastia Pomare e primo re di Tahiti.

Pomare I nacque a Pare nel 1743 circa, figlio secondogenito di Teu Tunuieaite Atua e di sua moglie, Tetupaia-i-Hauiri. Inizialmente regnò sotto la reggenza di suo padre, alla morte del quale divenne Ari'i-rahi di Porionu'u il 23 novembre 1802.
Già nel 1774 ad ogni modo l'area di Tahiti era stata minacciata di aggressione da parte della Spagna che tentò di colonizzarla con l'apporto di 30 persone con dei missionari che giunsero via nave, ma essi non ebbero vita facile e anzi si scontrarono spesso col governo costituito di Pomare I il quale in breve tempo richiese l'intervento di soldati inglesi che gli passarono un gran numero di armi di fabbricazione europea che gli diedero in breve tempo un notevole vantaggio negli scontri. Tra questi vi era inoltre il capitano Cook che assistette il regnante di Tahiti nel 1779. Giunse di conseguenza un gruppo di missionari britannici della London Missionary Society, di fede questa volta protestante.
Dopo altri scontri, re Pomare I riuscì a unire tutti i differenti capi di Tahiti in un unico regno, composto della stessa Tahiti e delle isole di Moorea, Mehetia e Tetiaroa. Il suo ruolo come sovrano terminò nel 1791 quando egli decise di abdicare in favore del figlio, ma rimase reggente del trono sino al 1803.

### Il consolidamento del potere

#### Pomare II

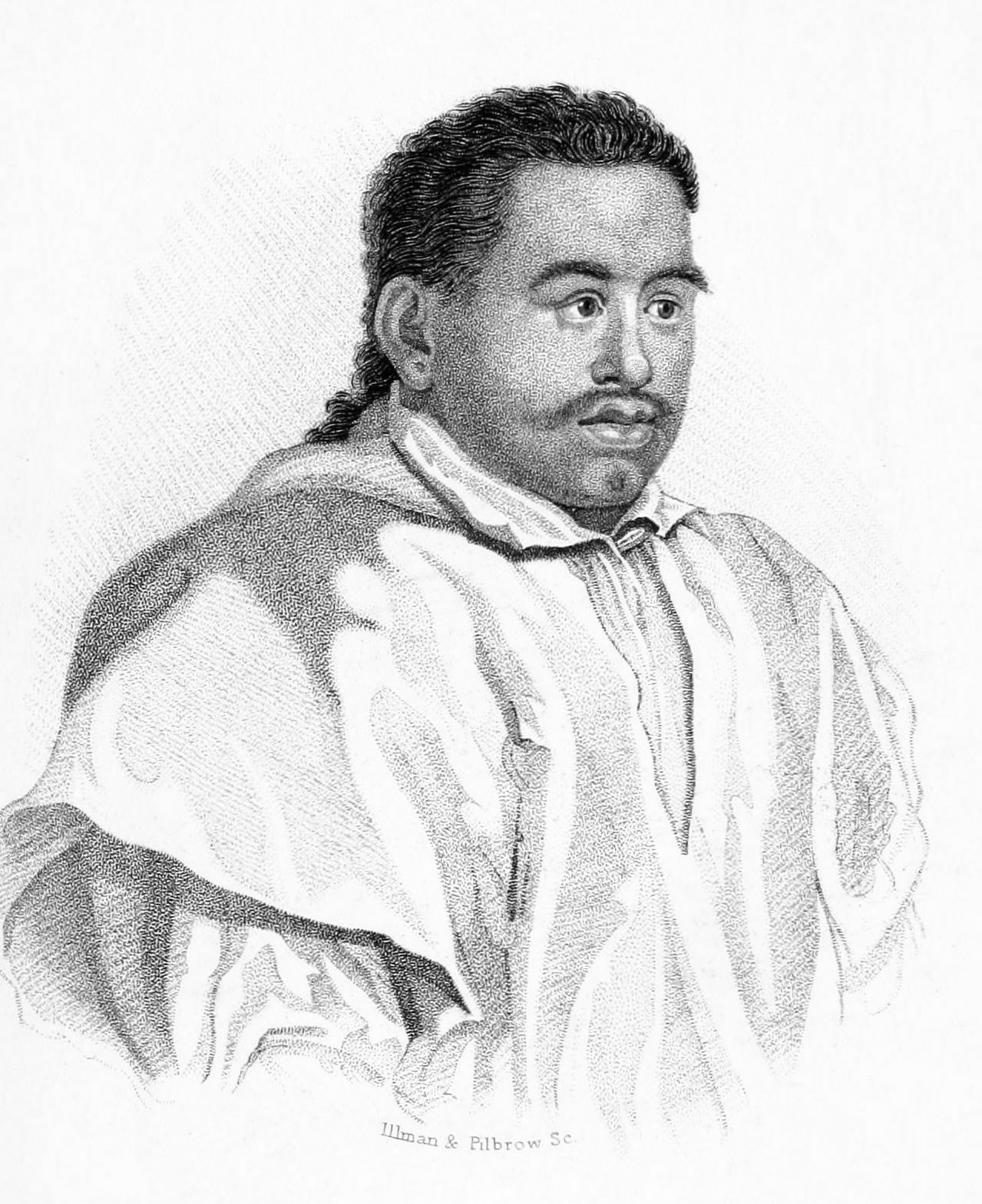
Re Pomare II

Pomare II, figlio del re Pomare I, salì al trono il 13 febbraio 1791 a seguito dell'abdicazione di suo padre che gli governò come reggente sino al 1803.
Dopo la morte di suo padre poté regnare in maniera autonoma, ma lo stato si trovava ancora al centro di forti fermenti indipendentisti locali e, sebbene fosse stato riconosciuto inizialmente come supremo sovrano e Ari'i-maro-'ura dal regnante di Huahine, venne poi costretto a rifugiarsi a Mo'orea il 22 dicembre 1808. Fece ritorno dal suo esilio forzato qualche tempo dopo e sconfisse i suoi nemici nella battaglia di Te Feipi. Fu a quel punto che venne riconosciuto come re di Tahiti, Mo'orea e sue dipendenze.

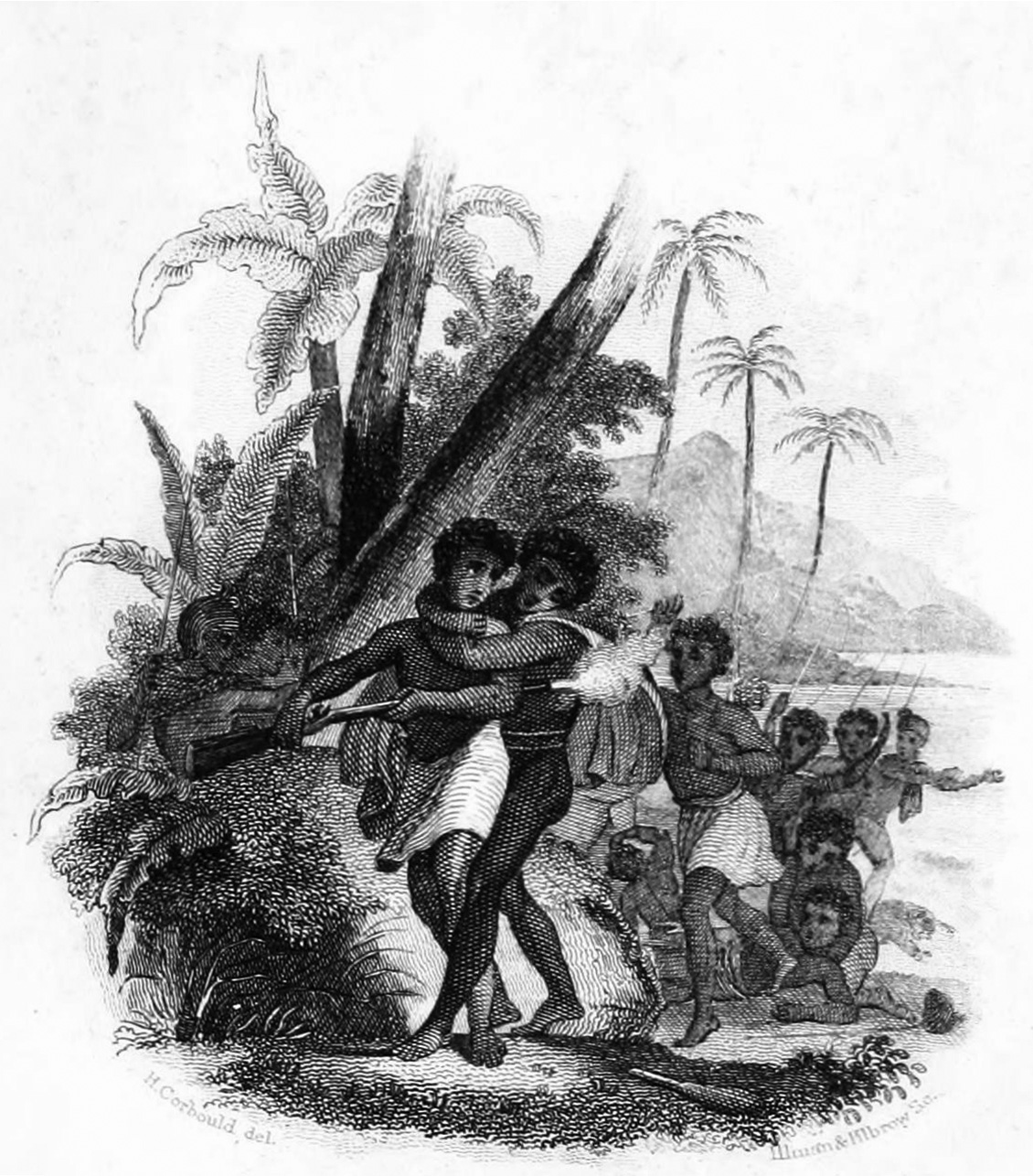
Una scena della battaglia di Te Feipi, incisione del missionario William Ellis.

Questa iniziale caduta del sovrano, fece sì che altri capi di Tahiti si coalizzassero contro di lui per le sue pretese di potere e pertanto nel 1808 riuscirono a scacciarlo da Tahiti sulla vicina isola di Eimeo (Mo'orea).
Pomare a questo punto si riorganizzò militarmente col supporto dei suoi uomini di fiducia sulle isole di Raiatea, Bora Bora e Huahine e ritornò nel proprio regno, riuscendo a vincere la decisiva battaglia di Feii del 12 novembre 1815. Come primo provvedimento il sovrano decise di perdonare tutti coloro che si sarebbero spontaneamente sottomessi alla sua autorità.
Con l'aiuto dei missionari, Pomare II lanciò sull'isola una campagna di acculturamento basato sull'insegnamento del leggere e dello scrivere a tutta la popolazione, unitamente ad una conversione di massa e ad una riforma generale dei costumi che divennero da allora maggiormente europeizzanti.
Lo stato iniziò così ad evolversi grazie anche alla fondazione delle prime fabbriche tessili ed alle prime raffinerie di zucchero. Nel 1817, Tahiti ottenne la propria prima stamperia e, nel 1819, le prime piantagioni di cotone, zucchero e caffè.
Pomare II si servì largamente della conoscenza dei missionari anche per stendere le prime leggi di stato (settembre 1819) che regolamentavano la vita sull'isola e ne stabilivano i criteri, basandosi su alcuni principi fondamentali ed universali: protezione della vita e della proprietà, osservanza del sabato, santificazione del matrimonio e rispetto delle leggi.

### Pomare IV

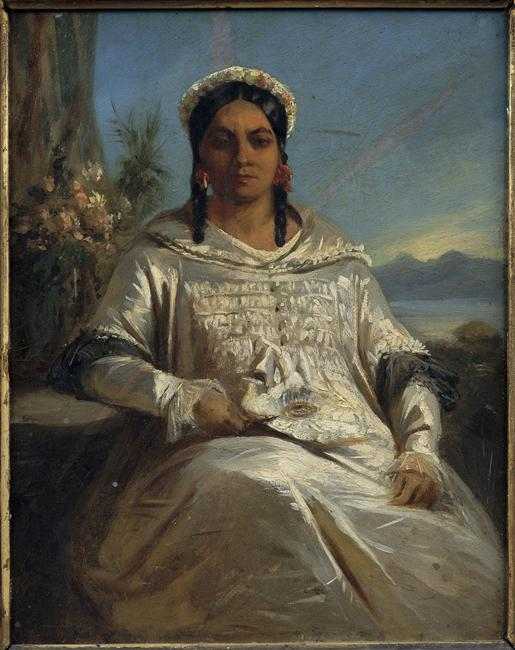
La regina Pomare IV

Dopo il brevissimo regno di suo fratello Pomare III, ascese al trono di Tahiti la regina Pomare IV, figlia secondogenita di Pomare II, che rimase in carica come sovrana dal 1827 al 1877.
Ella continuò l'opera del padre e del nonno, dedicando i propri primi anni di governo al consolidamento del proprio potere sull'isola ed unendo ai propri domini anche le isole di Ra'iatea e Porapora (Borabora). Accolse ed ospitò favorevolmente molti studiosi e viaggiatori inglesi tra cui Charles Darwin.

#### Il ritorno degli isolani di Pitcairn
Dei primi coloni inglesi giunti sull'isola, giunti in gran parte dell'isola di Pitcairn a bordo della HMS Bounty nel 1790, ne erano rimasti nel 1829 solo sette degli 86 originari.
Per questo nel 1830 la regina Pomare IV invitò i pitcairniani a tornare a Tahiti cosa che fecero nel 1831 a bordo di una nave inglese ma questo esperimento non ebbe fortuna in quanto molti di questi morirono non essendo riusciti ad adattarsi ad una società completamente diversa com'era quella di Tahiti, mentre i restanti tornarono a Pitcairn.

#### Protettorato francese

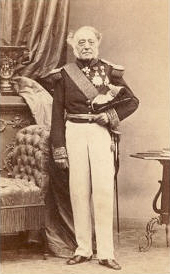
L'ammiraglio Abel Aubert Dupetit Thouars.

Bandiera del protettorato (1843–1880).

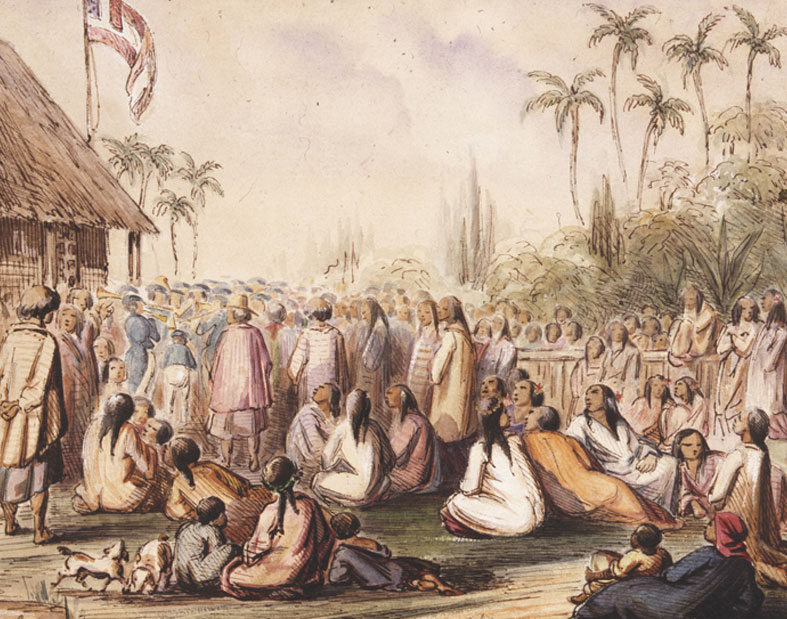
Cerimonia di proclamazione del protettorato nel 1842.

Nel 1842, mentre tra Francia e Gran Bretagna si aprì una crisi europea sulle sorti del Marocco, l'ammiraglio Dupetit Thouars, agendo indipendentemente dagli ordini ricevuti dal governo francese, convinse la regina Pomare IV di Tahiti ad accettare un protettorato francese sull'isola. George Pritchard, un missionario originario di Birmingham che aveva il ruolo di console britannico, si trovava a quel tempo all'estero. Nel novembre del 1843, Dupetit-Thouars (nuovamente su propria iniziativa) sbarcò dei marinai francesi sull'isola, annettendo de facto lo stato ai domini francesi. Nel frattempo, saputa la notizia, Pritchard fece ritorno sull'isola ma sol per essere dapprima imprigionato e poi rispedito nel Regno Unito.
Pur avendo fatto questo atto, Thouars non aveva il potere di compiere trattati per conto dello stato francese, ma non venne mai nemmeno sanzionato per quanto compiuto. La notizia di Tahiti raggiunse l'Europa all'inizio del 1844 ed anche in Francia incontrò non poche opposizioni. Il politico francese François Guizot, supportato da re Luigi Filippo, denunciò l'annessione dell'isola condotta senza il permesso del governo francese e il trattato non venne mai ratificato.
Ad ogni modo i francesi avevano degli interessi nella regione ed il trattato venne supportato da diverse fazioni politiche in patria. Scoppiò una guerriglia tra gli tahitiani ed i francesi nel 1843 che perdurò sino al 1847, ma Pomare IV continuò a governare sotto l'amministrazione francese sino al 1877.
Così facendo, se da un lato la dinastia mantenne il proprio titolo ed il proprio trono, perse effettivamente il controllo sul proprio territorio.

### Pomare V e l'abdicazione forzata

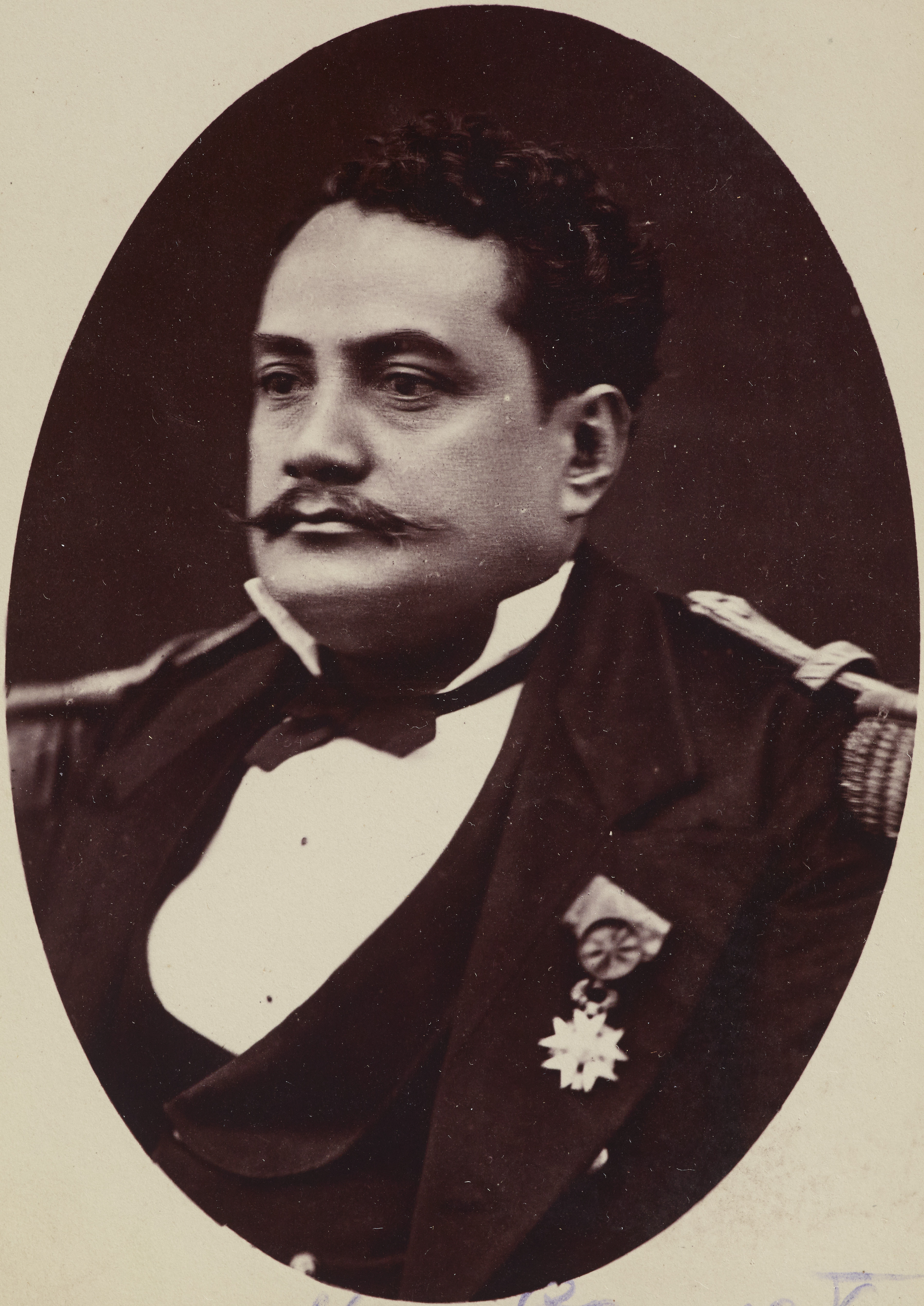
Pomare V, l'ultimo re di Tahiti (1877–1880).

Pomare V, figlio e successore di Pomare IV come re di Tahiti (3 novembre 1839 – 12 giugno 1891), fu l'ultimo sovrano locale, regnando dal 1877 sino alla propria abdicazione forzata nel 1880 quando il governo francese, informalmente, gli impose di rinunciare definitivamente alla sua sovranità alla Francia, ricevendone in cambio una pensione ed alcune onorificenze.
Tahiti entrò così nell'orbita della Polinesia Francese come colonia della Francia stessa e da allora cessò la sua indipendenza ed il regno che per quasi un secolo avevano retto le sorti dell'isola.

## L'impatto culturale del Regno di Tahiti
La dinastia dei Pomare di Tahiti lasciò un marchio indelebile sulla popolazione tahitiana e sulle culture locali. All'apice del proprio potere, i Pomare riuscirono a dominare un territorio pari a quasi 3 milioni di chilometri quadrati tra mare e terra, intrattenendo relazioni diplomatiche ed influenze sulle Isole Cook e su Rapa Nui. La popolazione locale del resto ampliò di molto la propria cultura ed il proprio sviluppo grazie ai frequenti contatti col mondo occidentale. Sull'altro fronte, quello interno, la dinastia si impegnò però altrettanto per mantenere salde alcune tradizioni consolidate.